# Cabourg
Cabourg és un municipi francès situat al departament de Calvados i a la regió de Normandia. L'any 2007 tenia 4.027 habitants.

## Demografia

### Població
El 2007 la població de fet de Cabourg era de 4.027 persones. Hi havia 1.920 famílies de les quals 776 eren unipersonals (256 homes vivint sols i 520 dones vivint soles), 644 parelles sense fills, 396 parelles amb fills i 104 famílies monoparentals amb fills.
La població ha evolucionat segons el següent gràfic:
Habitants censats

### Habitatges
El 2007 hi havia 10.161 habitatges, 1.934 eren l'habitatge principal de la família, 8.068 eren segones residències i 159 estaven desocupats. 2.595 eren cases i 7.513 eren apartaments. Dels 1.934 habitatges principals, 997 estaven ocupats pels seus propietaris, 888 estaven llogats i ocupats pels llogaters i 49 estaven cedits a títol gratuït; 76 tenien una cambra, 494 en tenien dues, 498 en tenien tres, 417 en tenien quatre i 449 en tenien cinc o més. 1.342 habitatges disposaven pel capbaix d'una plaça de pàrquing. A 1.096 habitatges hi havia un automòbil i a 463 n'hi havia dos o més.

### Piràmide de població
La piràmide de població per edats i sexe el 2009 era:
| Homes | Edats   | Dones |
| ----- | ------- | ----- |
| 0     | 95 o +  | 4     |
| 16    | 90 a 94 | 40    |
| 60    | 85 a 89 | 44    |
| 28    | 80 a 84 | 72    |
| 56    | 75 a 79 | 128   |
| 88    | 70 a 74 | 136   |
| 92    | 65 a 69 | 96    |
| 100   | 60 a 64 | 128   |
| 96    | 55 a 59 | 112   |
| 104   | 50 a 54 | 116   |
| 120   | 45 a 49 | 92    |
| 72    | 40 a 44 | 100   |
| 84    | 35 a 39 | 84    |
| 108   | 30 a 34 | 104   |
| 148   | 25 a 29 | 148   |
| 80    | 20 a 24 | 80    |
| 108   | 15 a 19 | 132   |
| 96    | 10 a 14 | 85    |
| 96    | 5 a 9   | 96    |
| 64    | 0 a 4   | 116   |

## Economia
El 2007 la població en edat de treballar era de 2.323 persones, 1.573 eren actives i 750 eren inactives. De les 1.573 persones actives 1.365 estaven ocupades (722 homes i 643 dones) i 208 estaven aturades (84 homes i 124 dones). De les 750 persones inactives 292 estaven jubilades, 202 estaven estudiant i 256 estaven classificades com a «altres inactius».

### Ingressos
El 2009 a Cabourg hi havia 2.116 unitats fiscals que integraven 4.113,5 persones, la mediana anual d'ingressos fiscals per persona era de 16.995 €.

### Activitats econòmiques
Dels 421 establiments que hi havia el 2007, 3 eren d'empreses extractives, 7 d'empreses alimentàries, 1 d'una empresa de fabricació de material elèctric, 4 d'empreses de fabricació d'altres productes industrials, 39 d'empreses de construcció, 112 d'empreses de comerç i reparació d'automòbils, 5 d'empreses de transport, 85 d'empreses d'hostatgeria i restauració, 8 d'empreses d'informació i comunicació, 13 d'empreses financeres, 48 d'empreses immobiliàries, 29 d'empreses de serveis, 33 d'entitats de l'administració pública i 34 d'empreses classificades com a «altres activitats de serveis».
Dels 124 establiments de servei als particulars que hi havia el 2009, 1 era una oficina d'administració d'Hisenda pública, 1 oficina de correu, 5 oficines bancàries, 2 tallers de reparació d'automòbils i de material agrícola, 1 establiment de lloguer de cotxes, 5 paletes, 9 guixaires pintors, 5 fusteries, 6 lampisteries, 3 electricistes, 8 perruqueries, 55 restaurants, 20 agències immobiliàries, 2 tintoreries i 1 saló de bellesa.
Dels 74 establiments comercials que hi havia el 2009, 2 eren supermercats, 3 botiges de menys de 120 m², 7 fleques, 5 carnisseries, 3 peixateries, 3 llibreries, 28 botigues de roba, 8 botigues d'equipament de la llar, 5 sabateries, 2 botigues d'electrodomèstics, 1 una botiga de mobles, 1 un drogueria, 3 joieries i 3 floristeries.
L'any 2000 a Cabourg hi havia 3 explotacions agrícoles.

## Equipaments sanitaris i escolars
Els 2 equipaments sanitaris que hi havia el 2009 eren farmàcies.
El 2009 hi havia 1 escola maternal i 2 escoles elementals. Cabourg disposava d'un col·legi d'educació secundària amb 211 alumnes.

## Poblacions més properes
El següent diagrama mostra les poblacions més properes.